# Јанез Бољка
Јанез Бољка (Суботица, 21. јун 1931 — Љубљана, 20. август 2013) био је словеначки вајар, сликар и графичар.

## Биографија
Рођен је 1931. године у Суботици. Академију ликовних уметности и специјални курс завршио је у Љубљани 1956. године. Био је на студијским путовањима у Италији, Француској и Великој Британији. Први пут је излагао у Љубљани 1956. године.
Самосталне изложбе је имао у Марибору, Рибници, Бледу, Загребу, Београду, Љубљани, Суботици, Цељу, Постојни, Скопљу и осталим местима. Учествовао је у многим колективним изложбама Друштва словеначких уметника, Савеза ликовних уметника Југославије, Савремене југословенске уметности у Филаху, у Риму, Куби, Грацу, Линцу, Бијенала малдих у Ријеци, Медитеранског бијенала у Александрији, Тријенала ликовних уметности у Београду 1961. и 1964, на изложби „НОБ у делима ликовних уметника Југославије“ у Београду 1961. и 1966, Интернационалног бијенала у Кракову 1966. године и остало.
Године 1988, био је добитник Прешернове награде за животно дело.